# Skärvraken
Skärvraken är en sjö i Tingsryds kommun i Småland och ingår i Ronnebyåns huvudavrinningsområde. Sjön har en area på 0,0742 kvadratkilometer och ligger 122,4 meter över havet.

## Delavrinningsområde
Skärvraken ingår i det delavrinningsområde (625977-146044) som SMHI kallar för Inloppet i Ronnebyån (Dämn Omr). Medelhöjden är 127 meter över havet och ytan är 35,27 kvadratkilometer. Räknas de 41 avrinningsområdena uppströms in blir den ackumulerade arean 898,39 kvadratkilometer. Avrinningsområdets utflöde Ronnebyån mynnar i havet. Avrinningsområdet består mestadels av skog (80 %). Avrinningsområdet har 0,84 kvadratkilometer vattenytor vilket ger det en sjöprocent på 2,4 %.